# Senjsko bilo
A Senjsko bilo egy hegylánc Horvátországban, a Velebit-hegységben, Zenggtől délkeletre.

## Fekvése
A Senjsko bȉlo a Velebit-hegység legészakibb része, mely nyugaton az Adriai-tenger partjától (Zengg és Sveti Juraj között), a Senjska dragától és a Vratnik-hágótól, keleten egészen Gacka-mezőig terjed, amely elválasztja a Kis-Kapela-hegységtől és a Likai-fennsíktól. Noha a Velebithez tartozik, a Senjsko bilót kisebb magassága és gyengébb morfológiája miatt sok geomorfológus és geológus külön hegységnek, vagy éppen a Velebitaljának tartja. 

## Leírása
A Velebit többi részétől eltérően a Senjsko bilo gerince viszonylag alacsonyabb és lekoptattottabb. Az északkeleti, a szárazföld felé eső lejtő viszonylag meredekebb és részben növényzettel rendelkezik, míg a délnyugati, tengerparti oldal inkább lejtős fennsík jellegű.
A Senjsko bilótól északra és északnyugatra már a Nagy-Kapela-hegység tömbjének legdélebbi magaslatai állnak. A Senjsko bilo délkeleti részén található az Oltari-hágó, és a Krasni és Lipovo polje kisebb hegyek közötti medencéi, melyek elválasztják Senjsko bilo orográfiai egységét Észak-Velebit magas, hegyvidéki területétől.
A Senjsko bilo legmagasabb gerince északnyugat-délkeleti irányban Kuterevskoig és Krasansko poljéig nyúlik, ahonnan pár alacsonyabb hegyi lejtőn kissé irányt változtatva nyugat-keleti irányban, a Likai-középhegység és a Kis-Kapela felé folytatódik.
A Senjsko bilo mészkő a Velebit-hegység többi részéhez hasonlóan karsztos mészkőből épül fel. Emiatt általában vízfolyások nélküli, és kevés forrással rendelkezik. A tengerparti oldalon, délnyugaton csupasz lejtők, karsztsziklák és gyepek találhatók, néhol a szubmediterrán térségre jellemző fákkal beerdősülve.
A Senjsko bilo domborzatában több dombos és hegyvidéki egység különböztethető meg:
- A Senjsko bilo fő gerince - a Senjska draga és a Vratnik, és az Oltari-hágók, valamint a Krasanski és a Kuterevsko polje közötti csúcsterület, a legmagasabb csúccsal (Bijeli vrh 1492 m).
- Parti teraszok és a partok
- A délkeleti alsó dombos hegyalja (csúcsmagasság 550-758 m) a hegyi terület, a Brloška-Kompolje völgy és a Drenovo-szurdok között
- A Krasanski polje, a Lipovo polje (Kosinjska dolina), a Janča kosa és a Gackamező közötti hegyi lejtők, amelyek keleti és délkeleti irányban nyúlnak a Kis-Kapela és a Likai hegyvidék masszívumai felé.

## Közlekedés
A Senjsko bilo északkeleti alján halad át a Zengg - Vratnik - Žuta lokva - Otocsán út, a délnyugati oldalon pedig egy másik párhuzamos útvonal, a Jurjevo - Oltari - Krasno - Kosinj - Gospić út vezet. Az adriai főút a nyugati hegyalján halad át. Azok számára, akik különféle szabadtéri tevékenységeket akarnak folytatni a Senjsko bilo hegyvidéki részén a legjobb megközelítés a Vratnik vagy Oltari hágókon át lehetséges, amelyek mind járművel, mind tömegközlekedéssel (a Vratnik esetében) jól megközelíthetők a partról és a szárazföldről egyaránt.